# Shizuishan
Shizuishan, tidigare stavat Shihtsuishan, är en stad på prefekturnivå i den autonoma regionen Ningxia i nordvästra Kina. Den ligger omkring 62 kilometer norr om regionhuvudstaden Yinchuan.

## Administrativ indelning
Shizuishan består av två stadsdistrikt och ett härad:
- Stadsdistriktet Dawukou (大武口区), 1 007 km², 230 000 invånare, centrum och säte för stadsfullmäktige;
- Stadsdistriktet Huinong (惠农区), 1 088 km², 200 000 invånare;
- Häradet Pingluo (平罗县), 2 608 km², 290 000 invånare.

## Klimat
Genomsnittlig årsnederbörd är 287 millimeter. Den regnigaste månaden är juli, med i genomsnitt 70 mm nederbörd, och den torraste är december, med 1 mm nederbörd.